# رودي مانلي
رودي مانلي (بالإنجليزية: Roddy Manley)‏ هو لاعب كرة قدم ومدرب كرة قدم بريطاني في مركز الدفاع، ولد في 23 يوليو 1965 في غلاسكو في المملكة المتحدة. لعب مع نادي دندي ونادي سانت ميرين ونادي فالكيرك.